# Shenzhou 1
Shenzhou 1 (神舟一号; Shénzhōu yīhào) är den första kinesiska rymdfarkosten av typen Shenzhou.
19 november 1999 sköts Shengzhou 1 upp från Jiuquans satellituppskjutningscenter med bärraketen Chang Zheng 2F, vilket var den första uppskjutningen i Shenzhouprogrammet. Shenzhou 1 var en prototyp för prestandatester och test av tillförlitligheten av bärraketen. Efter uppskjutningen placerades Shenzhou 1 i omloppsbana runt jorden.
Första försöket att få Shenzhou 1 att återvända till jorden gjordes efter 12 varv, men på grund av tekniska problem lyckades man först på 14:e varvet få Shenzhou 1 att återvända. Den 20 november återinträdde Shenzhou 1 i jordens atmosfär och landade 110 km nordväst om Wuhai i Inre Mongoliet efter 21 timmar och 11 minuter i rymden. Landningsplatsen var bara 12 km från den förutbestämda positionen.
President Jiang Zemin var närvarande vid öppnandet av Shenzhou 1 efter att den landat.
Shenzhou 1 var lastad med 100 kg säd, en attrapp av en pilot, nationella flaggor och en banderoll med namnteckningar av alla ingenjörer och forskare som deltagit i projektet. Även elektronisk underrättelseutrustning för signalspaning var sannolikt monterad på Shenzhou 1.